# Ruohtta
Ruohtta, var en gudom i samisk religion. Han var en personifikation av sjukdomen, och sågs som sjukdomarnas gud eller ande och var därmed även en dödsgud. 